# Marios Onīsiforou
Marios Onīsiforou (in greco: Μάριος Ονησιφόρου; 9 aprile 1963) è un ex calciatore cipriota, di ruolo portiere.

## Carriera
Ha giocato 9 partite per la Nazionale cipriota tra il 1990 e il 1993.